# Terrence Paul
Terrence Michael "Terry" Paul (født 14. september 1964 i Oakville) er en canadisk tidligere roer og olympisk guldvinder.
Terry Paul spillede oprindeligt basketball, men i 1979 skiftede han til rosporten, idet hans fysiske statur passede bedre til at være styrmand, hvor han konkurrerede for sit universitet fra 1983 til 1987. I 1986 var han første gang med i en international konkurrence for Canada, da han var styrmand i toeren til VM, hvor hans båd blev nummer otte. I 1987 var han skiftet til firer med styrmand, og her gik det bedre, da den canadiske båd vandt bronze ved Universiaden. Den samme båd stillede op til OL 1988 i Seoul, og efter en sidsteplads i det indledende heat klarede canadierne sig videre med en tredjeplads i opsamlingsheatet til semifinalen. Her blev det til en sjetteplads og en plads i B-finalen, hvor de blev nummer tre og dermed samlet nummer ni.
Efter OL 1988 var Paul den eneste, der fortsatte i fireren, og med ny besætning blev båden nummer ti ved VM i 1989. Sammen med flere af hans fæller fra de skiftende firer-besætninger rykkede Paul herpå til otteren, og dette gav bedre resultater, idet canadierne vandt VM-sølv i 1990 og 1991. Canadierne var derfor blandt medaljefavoritterne ved OL 1992 i Barcelona. Den canadiske båd vandt sit indledende heat, men blev i semifinalen besejret af Rumænien, der havde sat olympisk rekord i deres indledende heat. Andenpladsen var dog tilstrækkelig til at sende canadierne i finalen, og her fulgtes feltet ad, indtil canadierne trak fra ved 1500 m. Rumænerne var nær ved at indhente dem, men med en tid på 1.29,53 minutter (ny olympisk rekord) holdt canadierne deres førsteplads, 0,14 sekund foran rumænerne, mens det tyske hold var lidt over et halvt sekund yderligere bagud på tredjepladsen. Det var anden gang canadierne vandt OL-guld i denne disciplin, og udover Paul bestod bådens besætning af Darren Barber, Michael Forgeron, Robert Marland, John Wallace, Derek Porter, Michael Rascher, Bruce Robertson og Andrew Crosby.
Efter OL 1992 indstillede Paul sin aktive karriere og blev i stedet rotræner, først for Cornell University, senere det canadiske og det schweiziske landshold. Han blev optaget i Canada Olympisk Hall of Fame i 1994.

## OL-medaljer
- 1992:  Guld i otter